# Cmentarz rzymskokatolicki w Piasecznie
Cmentarz parafialny w Piasecznie – zabytkowy cmentarz rzymskokatolicki należący do parafii św. Anny w Piasecznie. 

## Historia
Cmentarz został założony na przełomie XVIII i XIX wieku.  Założono go pomiędzy 1796–1806 rokiem. Wcześniej (do II poł. XVIII w.) zmarli grzebani byli w pobliżu kościoła parafialnego. Na cmentarzu zachowały się nagrobki pochodzące z początku XIX wieku. Znajdują się też na nim mogiły powstańców styczniowych i poległych w czasie II wojny światowej.  W 1993 roku ustawiono pomnik ku czci zamordowanych w Katyniu.
W grudniu 1999 roku z inicjatywy obywatelskiej został powołany Społeczny Komitet Renowacji Cmentarza Parafialnego w Piasecznie (od 9.09.2019 r. Komitet działa jako Stowarzyszenie), podejmując szereg niezbędnych prac porządkowych. Utwardzone zostały wszystkie alejki (kostka brukowa), przeprowadzono kontrolowaną wycinkę starych i chorych drzew, wykonano oświetlenie alei głównej. Na cmentarzu pojawiły się słupki sektorowe.  
W roku 2011 Komitet przystąpił do budowy nowego ogrodzenia cmentarza. Wykonano je zgodnie z  zaleceniami konserwatora, z cegły klinkierowej. Odrestaurowano pylony bramy głównej (od strony ulicy Tadeusza Kościuszki).
Równolegle z pracami porządkowymi podjęto prace renowacyjne starych, zabytkowych pomników nagrobnych, które są kontynuowane w miarę pozyskiwanych środków pochodzących z corocznych kwest listopadowych, a także dzięki dotacjom uzyskiwanym od władz samorządowych Miasta i Gminy Piaseczno i Urzędu Marszałkowskiego Województwa Mazowieckiego. 
Wszystkie prace podejmowane przez organizacje pozarządowe (w tym ww. Stowarzyszenie) prowadzone są pod ścisłym nadzorem parafii oraz Wojewódzkiego Konserwatora Zabytków.

## Galeria

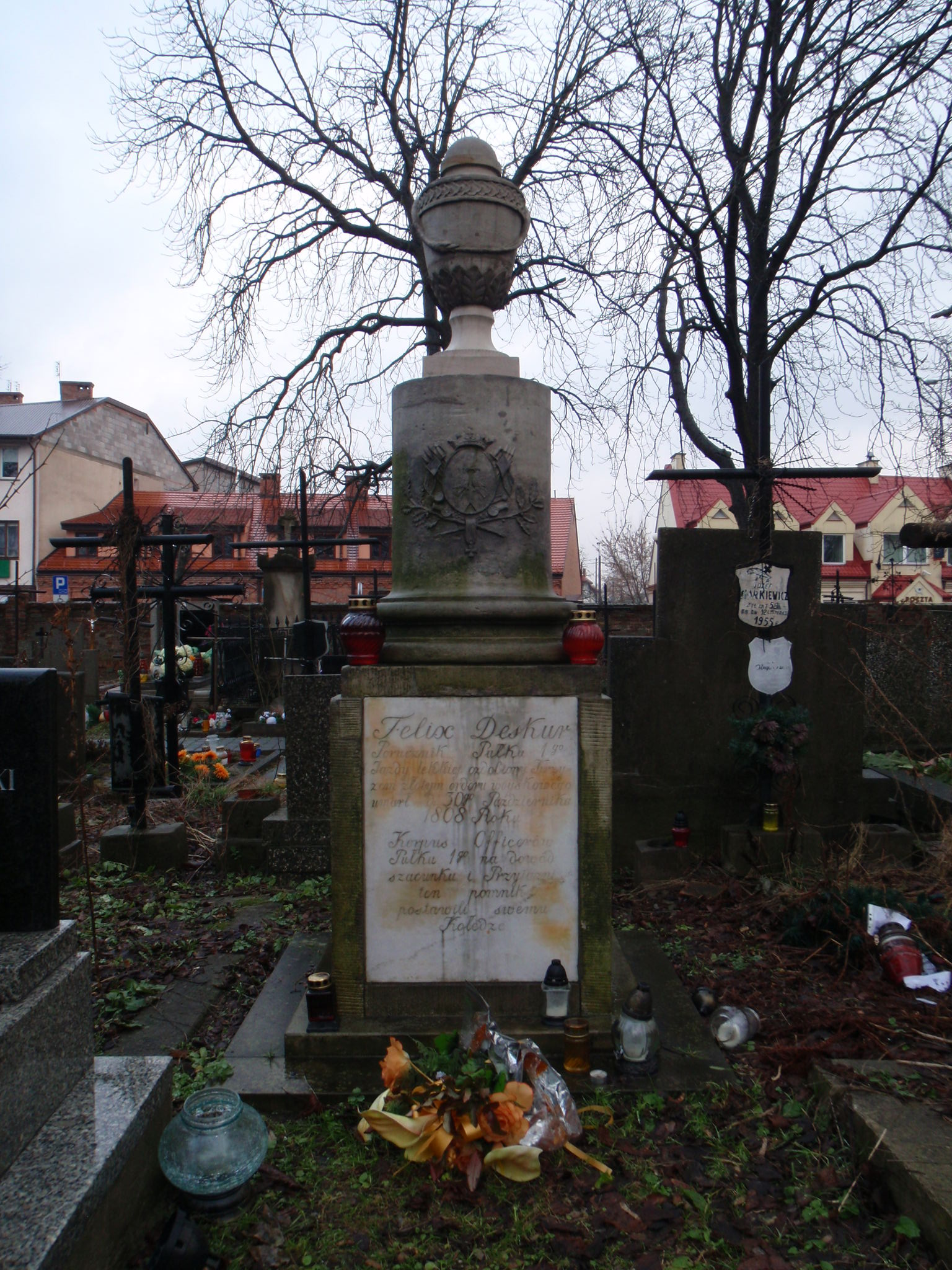
Grób Felixa Deskura, odznaczonego Krzyżem Złotym Orderu Virtuti Militari, zm. 1808
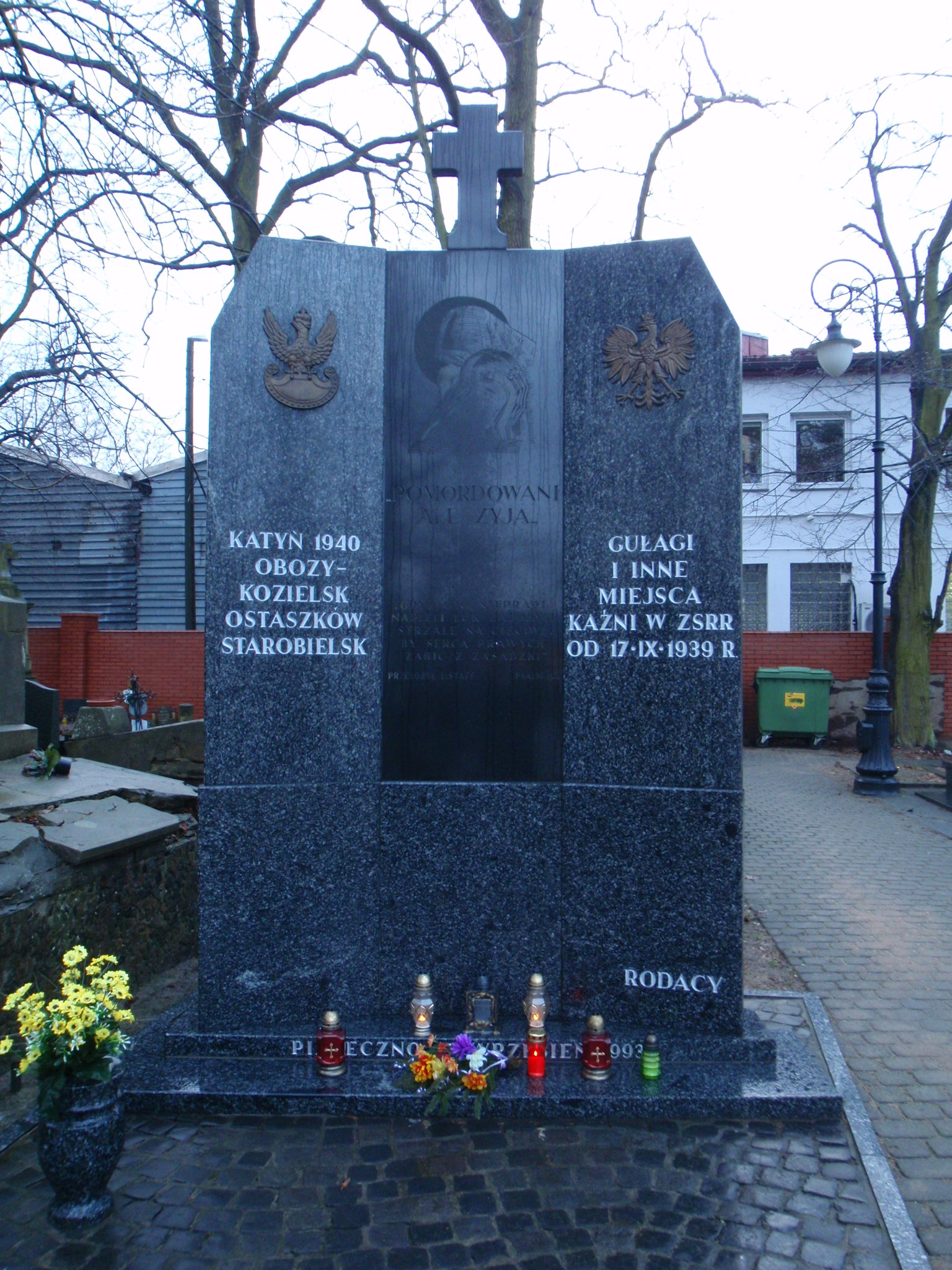
Pomnik Katyński na cmentarzu w Piasecznie
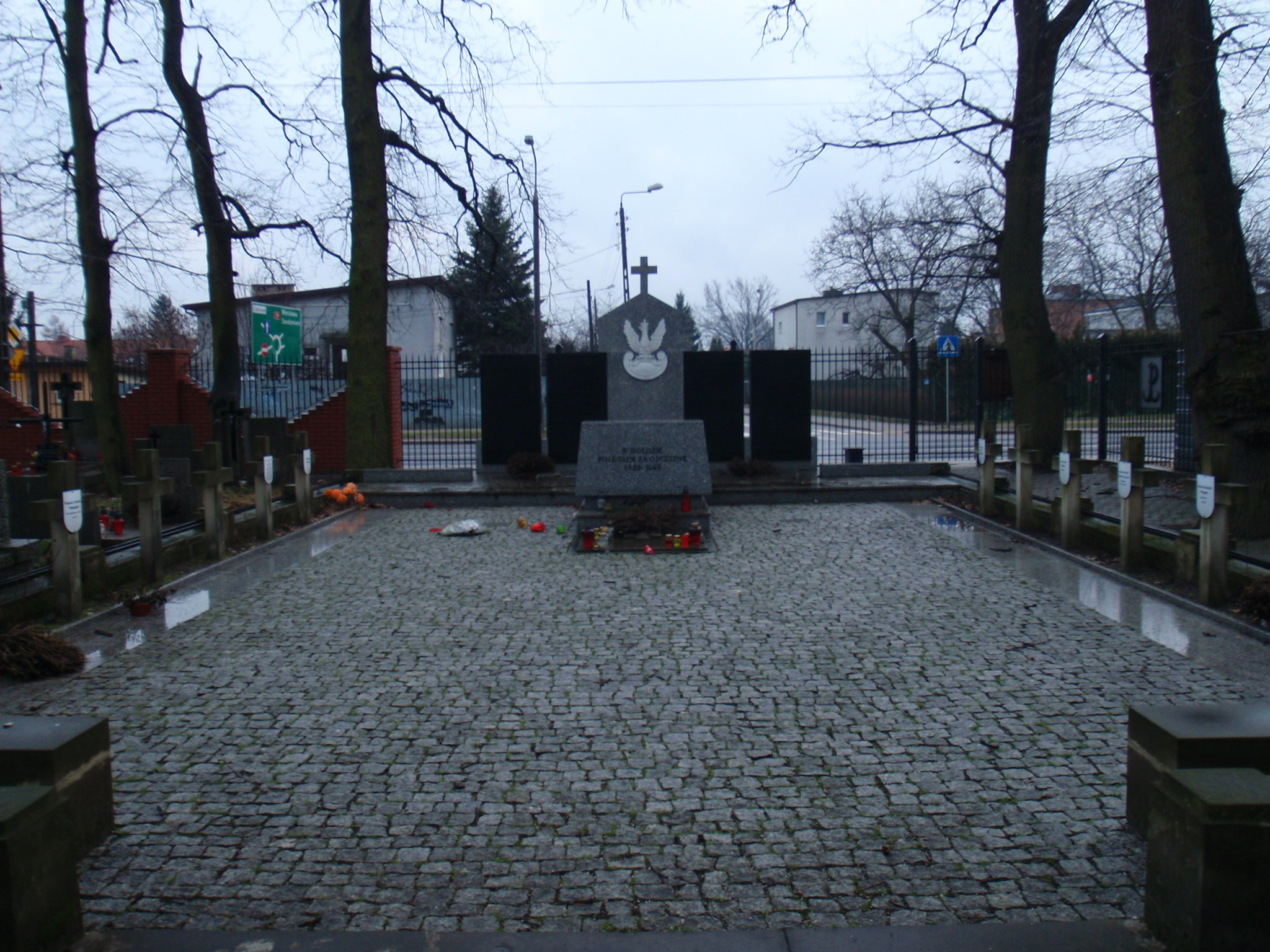
Groby poległych w czasie II wojny światowej
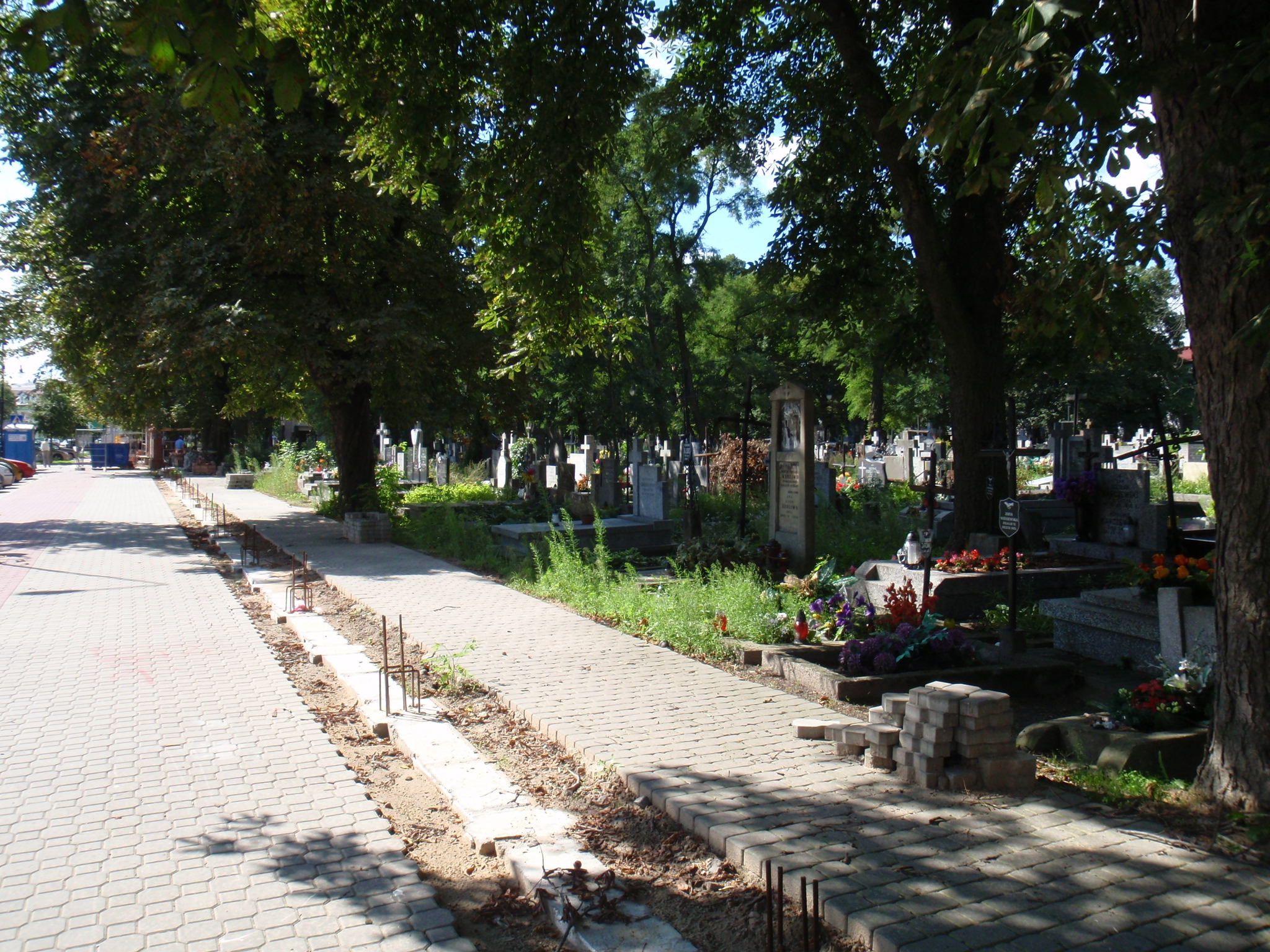
Prace remontowe przy cmentarnym murze